# Klimgids

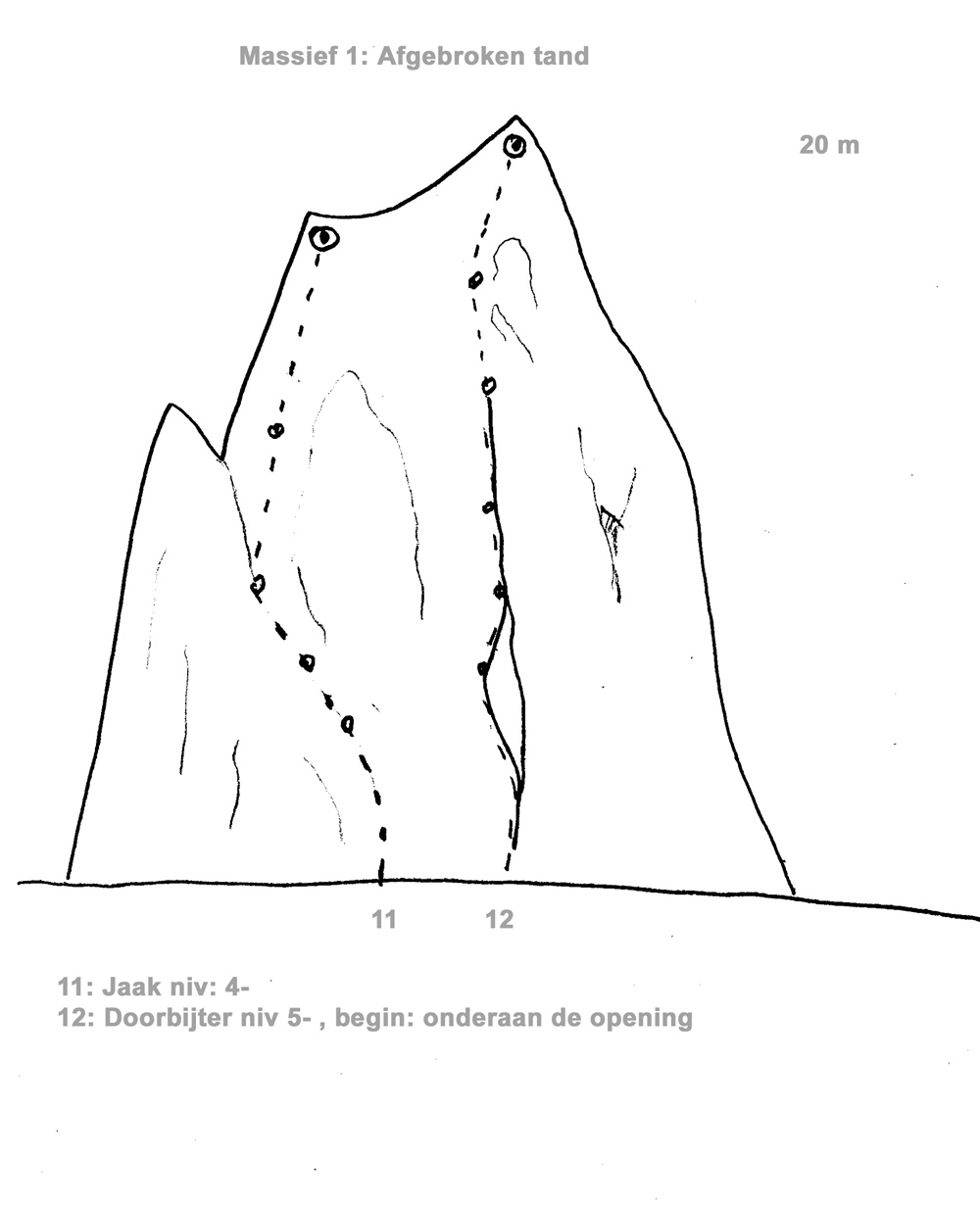
Een bladzijde uit een klimgids met een tekening van de rotswand

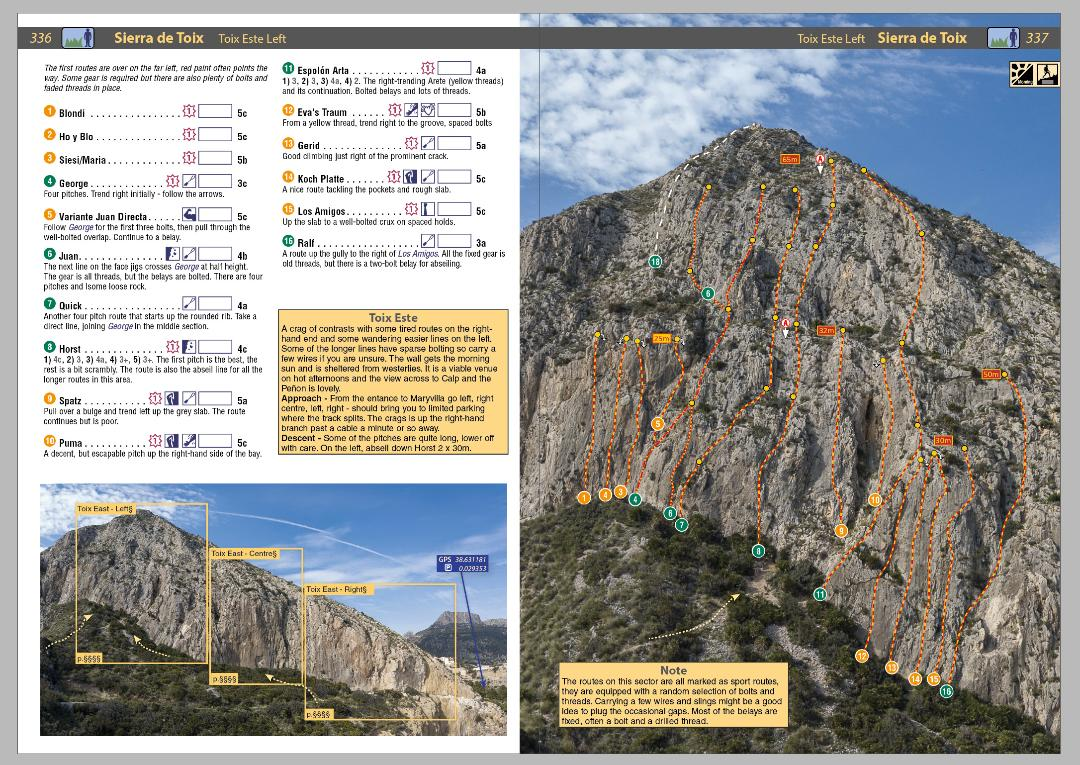
Een bladzijde uit een klimgids (Rockfax) met een foto van de rotswand (Toix Est in de Costa Blanca)

Een klimgids, ook wel topo genoemd (afgeleid van topografie), is een meestal grafische weergave met noodzakelijke informatie over een te beklimmen object. Dikwijls is dit in een handig hanteerbare boekvorm gegoten.
Men kan de volgende informatie vinden:
- Naam van het klimmassief
- Naam van de klimroute
- Moeilijkheid (niveau)
- Hoogte
- Aantal noodzakelijke setjes
- Ander bijzonder noodzakelijk materiaal
- Oriëntatie (zon-schaduwzijde)
- Soort rots
- Klimmethode
- Loopafstand vanaf de dichtstbijzijnde parking
- Terugkeer van de top of het maximale punt van de beklimming
- Eventueel verbod van rappel
- Verbodsperioden

Niet altijd zijn de noodzakelijke gegevens volledig en moet men zich bij de plaatselijke klimclub of infocentrum informeren.